# Гроле (кантон)
Гроле́ (фр. и окс. Graulhet) — кантон во Франции, находится в регионе Юг — Пиренеи, департамент Тарн. Входит в состав округа Кастр.
Код INSEE кантона — 8113. Всего в состав кантона Гроле входят 7 коммун, из них главной коммуной является Гроле.

## Население
Население кантона на 2009 год составляло 16 378 человек.
| 1962   | 1968   | 1975   | 1982   | 1990   | 1999   | 2009   |
| ------ | ------ | ------ | ------ | ------ | ------ | ------ |
| 12 898 | 15 132 | 17 443 | 17 193 | 17 417 | 16 293 | 16 378 |

## Коммуны кантона
| Коммуна    | Население, чел. (2010) | Код INSEE | Почтовый индекс |
| ---------- | ---------------------- | --------- | --------------- |
| Бриатекст  | 1936                   | 81039     | 81390           |
| Бюск       | 728                    | 81043     | 81300           |
| Гроле      | 11 955                 | 81105     | 81300           |
| Миссекль   | 93                     | 81169     | 81300           |
| Мулерес    | 175                    | 81187     | 81300           |
| Пюибегон   | 597                    | 81215     | 81390           |
| Сен-Гозенс | 790                    | 81248     | 81390           |